# کاسکین دمگاه‌سرخ
کاسکین دمگاه‌سرخ (نام علمی: Cacicus haemorrhous) گونه‌ای از پرندگان تیرهٔ سیاه‌پرگان (Icteridae) است. گونه‌ای از حوضه آمازون و گویان در شمال آمریکای جنوبی است و تنها در آنجا در گویان و رودخانه آمازون به اقیانوس اطلس ساحلی است. یک محدوده بزرگ گسسته در همهٔ بخش‌های جنوب شرقی و ساحلی برزیل، از جمله پاراگوئه، و بخش‌هایی از شمال شرقی آرژانتین وجود دارد. همچنین در بولیوی، برزیل، کلمبیا، اکوادور، گویان فرانسه، گویان، پرو، سورینام و ونزوئلا یافت می‌شود.